# Rete tranviaria di Bologna
La rete tranviaria di Bologna è la rete tranviaria attualmente in costruzione nella città di Bologna.
La costruzione della prima linea, la linea rossa, è iniziata il 26 aprile 2023, con entrata in funzione prevista entro il 2026.
La linea ha inizio a Borgo Panigale, segue la via Emilia fino al centro città, tocca la stazione di Bologna Centrale e raggiunge i capolinea di Fiera Michelino (nelle adiacenze della Fiera di Bologna) e Facoltà di Agraria-CAAB (al Pilastro).
La costruzione della seconda linea tranviaria, la linea verde, dal centro cittadino alla stazione di Bologna Corticella, è iniziata l'8 agosto 2024. La linea verde è interamente finanziata attraverso il Piano Nazionale di Ripresa e Resilienza, che ne vincola la costruzione entro il 2026.
Dal 2021 è inoltre in corso la progettazione di fattibilità tecnica ed economica del tratto ovest della linea blu, che costituirà la prosecuzione del ramo nord della linea verde dal centro cittadino a Casalecchio di Reno.

## Rete

### In costruzione
| Linea | Percorso       | Percorso                | Inizio lavori  | Apertura prevista | Lunghezza | Fermate | Percorrenza |
| ----- | -------------- | ----------------------- | -------------- | ----------------- | --------- | ------- | ----------- |
| 1     | Borgo Panigale | Facoltà di Agraria/CAAB | 26 aprile 2023 | 2026              | 15,707 km | 29      | 63,9'       |
| 1     | Borgo Panigale | Fiera Michelino         | 26 aprile 2023 | 2026              | 11,714 km | 24      | 47,4'       |
| 2     | Via dei Mille  | Corticella Stazione     | 8 agosto 2024  | 2026              | 6,712 km  | 15      | 28,4'       |

### In progetto
| Linea | Percorso                              | Stato progettuale                              | Apertura prevista | Lunghezza | Fermate | Percorrenza |
| ----- | ------------------------------------- | ---------------------------------------------- | ----------------- | --------- | ------- | ----------- |
| 2     | Corticella Stazione - Castel Maggiore | Studio di pre-fattibilità elaborato (2021)     |                   |           |         |             |
| 4     | Casalecchio - Via dei Mille           | Progetto di fattibilità in corso (maggio 2023) |                   |           |         |             |

## Storia

### Il progetto del 1998
Negli anni 1990, durante l'amministrazione guidata da Walter Vitali, fu approvato il progetto esecutivo per la realizzazione di una nuova rete tranviaria bolognese costituita da due linee, che avrebbero interessato la via Emilia e la direttrice nord in direzione di Corticella. Il progetto ottenne un finanziamento ai sensi della legge 211/1992, che finanziava "l’installazione di sistemi di trasporto rapido di massa a guida vincolata in sede propria e di tranvie veloci, a contenuto tecnologico innovativo".
La realizzazione del tram fu un tema centrale della campagna elettorale per le elezioni amministrative del 1999. Lo schieramento di opposizione, guidato dal candidato sindaco Giorgio Guazzaloca, vinse le elezioni con la promessa di affossare il progetto. La nuova giunta scelse così di rinunciare al progetto tranviario, puntando invece sull'elaborazione di un nuovo progetto di metropolitana leggera automatica. Al contempo, per non perdere il finanziamento statale già assegnato dalla legge 211/1992 al progetto tranviario, decise di introdurre un filobus a guida ottica, l'Irisbus Civis.

### Il Piano Urbano della Mobilità Sostenibile (2018)
La reintroduzione di una rete tranviaria a Bologna è stata prevista dal Piano urbano della mobilità sostenibile (PUMS), adottato il 27 novembre 2018. Il PUMS prevede, nello specifico, la progressiva sostituzione delle principali linee urbane di autobus e filobus con 4 linee tranviarie:
1. Linea rossa: da Borgo Panigale al Centro AgroAlimentare di Bologna, passando per la stazione di Bologna Centrale;
2. Linea verde: dalla stazione di Bologna Corticella, passando per la stazione di Bologna Centrale, fino alle Due Madonne/via Larga;
3. Linea gialla: dalla stazione di Casteldebole alla stazione di Rastignano;
4. Linea blu: dalla stazione di Casalecchio Garibaldi alla stazione di San Lazzaro di Savena.

### Linea rossa
|  | Urban head station |

|  |  | Unknown route-map component "uABZgl" | Unknown route-map component "uKDSTeq" |

|  | Urban stop on track |

|  | Urban stop on track |

|  | Urban stop on track |

|  | Urban stop on track |

|  |  | Unknown route-map component "uSKRZ-Ao" |

|  | Urban stop on track |

| Urban head station | Urban straight track |

| Unknown route-map component "CONTgq" | Unknown route-map component "umKRZh" + Unknown route-map component "lkS+BHF2+r" | Unknown route-map component "umKRZh" | Unknown route-map component "CONTfq" |

| Urban stop on track | Urban straight track |

| Urban straight track | Urban stop on track |

| Urban straight track | Urban stop on track |

| Urban straight track | Urban stop on track |

| Unknown route-map component "uSTRl" | Unknown route-map component "uABZg+r" |

|  | Urban stop on track |

|  | Urban stop on track |

|  | Unknown route-map component "uSPLa" |

|  | Unknown route-map component "uvBHF(R)f-STR" |

|  | Unknown route-map component "uCONTgq" | Unknown route-map component "uvABZg+r-STR" |  |

|  | Unknown route-map component "uvSTR-BHF(L)g" |

|  | Unknown route-map component "uvBHF-STR" |

|  | Unknown route-map component "uSPLe" |

|  | Unknown route-map component "HUBc2" | Urban stop on track + Unknown route-map component "HUB3" |  |

| Unknown route-map component "CONTgq" | Unknown route-map component "KBHFeq" + Unknown route-map component "HUBf+1" | Urban straight track + Unknown route-map component "HUBc4" |  |

| Unknown route-map component "CONTgq" | Station on transverse track + Unknown route-map component "HUB2+g" | Unknown route-map component "umhKRZ" + Unknown route-map component "HUBc3" | Unknown route-map component "CONTfq" |

|  | Unknown route-map component "HUBc1" | Unknown route-map component "HUB4" + Urban stop on track |  |

|  | Unknown route-map component "uSTR+GRZq" |

| Unknown route-map component "uCONTgq" | Unknown route-map component "uABZgr" |

|  | Urban stop on track |

|  | Urban stop on track |

|  | Urban stop on track |

|  |  | Unknown route-map component "uvWSLa" + Unknown route-map component "uSPLa" |

|  | Unknown route-map component "uvBHF(R)f-STR" |

|  | Unknown route-map component "uvBHF(R)f-BHF(L)g" |

|  | Unknown route-map component "uSPLe" |

|  | Urban stop on track |

|  | Unknown route-map component "uSTR+GRZq" |

|  | Urban stop on track |

|  | Urban stop on track |

|  | Urban stop on track |

|  | Urban stop on track |

|  | Urban stop on track |

|  | Unknown route-map component "uhKRZWae" |

|  | Urban stop on track |

|  | Unknown route-map component "CONTgq" | Unknown route-map component "umTHSTo" + Unknown route-map component "lkS+BHF2+r" | Unknown route-map component "CONTfq" |

|  |  | Unknown route-map component "uSKRZ-Au" |

|  | Urban stop on track |

|  | Urban stop on track |

|  | Urban stop on track |

|  | Urban station on track |

|  | Unknown route-map component "uSTR+GRZq" |

|  | Urban non-passenger end station |

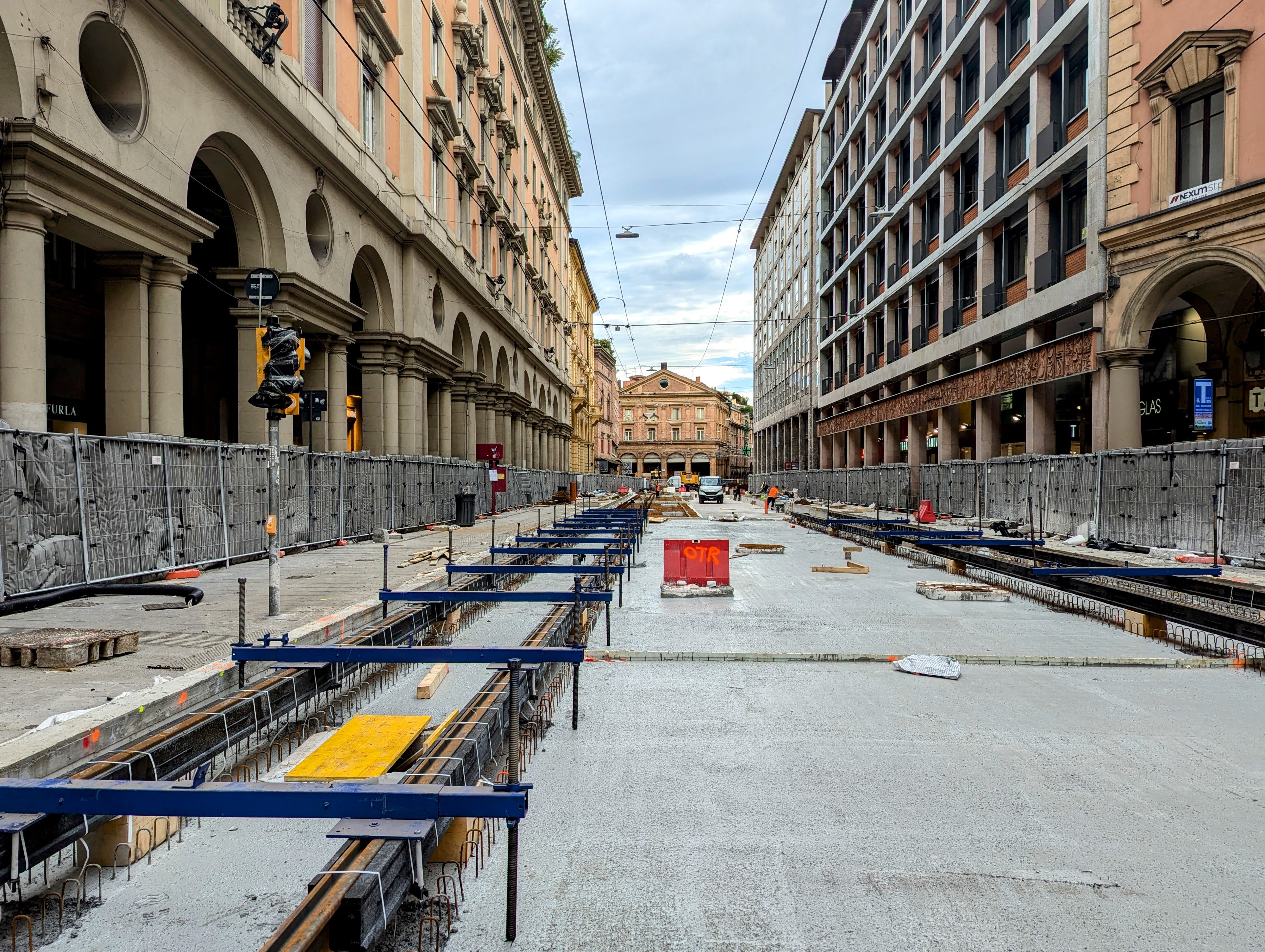
Lavori di realizzazione del tram in via Ugo Bassi, a Bologna, a settembre 2024

Il 10 dicembre 2019 il Comune di Bologna ha ottenuto un finanziamento governativo di 509 milioni di euro, a copertura pressoché totale dei costi di costruzione della linea rossa e dei costi di acquisto della relativa flotta tranviaria. La linea prevede 34 fermate, per una lunghezza complessiva di 16,5 km, di cui 14,5 km con una linea aerea di contatto; il tratto di 2 km nel centro cittadino (da Porta San Felice a via Matteotti) sarà privo di alimentazione elettrica, in quanto il tram sarà alimentato a batterie.
Il 25 novembre 2020 è stato pubblicato sul bollettino ufficiale della regione Emilia-Romagna il progetto definitivo della nuova linea.
Il 6 agosto 2021 il Comune di Bologna ha pubblicato il bando di gara europeo per la progettazione esecutiva e la realizzazione della linea rossa, per un importo di 334846475,44 €. Secondo le dichiarazioni del Comune, la fornitura dei 26 tram che costituiranno la flotta necessaria per svolgere il servizio della linea rossa sarà oggetto di una procedura di gara successiva e separata. A chiusura del bando di gara, il 1º dicembre 2021, sono pervenute quattro candidature da parte di altrettanti raggruppamenti di imprese; a maggio 2022 la gara è stata aggiudicata al raggruppamento temporaneo di imprese guidato da CMB - Cooperativa Braccianti e Muratori di Carpi e composto da Alstom Ferroviaria spa, Pavimental spa e Alstom Transport sa, per un importo di 320517902,49 € (oneri e IVA esclusi). Le attività di bonifica bellica e le indagini archeologiche e geognostiche propedeutiche all'avvio dei lavori sono iniziate a novembre 2022 e l'avvio dei cantieri su strada è avvenuto ad aprile 2023.

### Linea verde (tratto nord)
|  | Continuation backward |

|  | Unknown route-map component "S+BHF" + Unknown route-map component "4HUBa@Fq" | Urban head station + Unknown route-map component "4HUBe@Gq" |  |

|  | Continuation forward | Unknown route-map component "uABZgl" | Unknown route-map component "uKDSTeq" |

|  | Urban stop on track |

|  | Urban stop on track |

|  | Urban stop on track |

|  | Urban stop on track |

|  | Urban stop on track |

|  | Urban stop on track |

|  | Urban stop on track |

|  | Urban stop on track |

|  |  | Unknown route-map component "uSKRZ-Au" |

|  | Urban stop on track |

|  | Unknown route-map component "CONTgq" | Unknown route-map component "umKRZh" | Unknown route-map component "CONTfq" |

|  | Urban stop on track |

|  | Urban stop on track |

|  | Urban stop on track |

|  |  | Unknown route-map component "uABZg+nl" | Unknown route-map component "unABZq+l" + Unknown route-map component "ulCONTf@Fq" |

|  |  | Urban stop on track | Unknown route-map component "unSTR" |

|  |  | Unknown route-map component "uABZg+nl" | Unknown route-map component "unSTRr" |

|  | Unknown route-map component "HUBc2" | Urban stop on track + Unknown route-map component "HUB3" |  |

| Unknown route-map component "CONTgq" | Unknown route-map component "KBHFeq" + Unknown route-map component "HUBf+1" | Urban straight track + Unknown route-map component "HUBc4" |  |

| Unknown route-map component "CONTgq" | Station on transverse track + Unknown route-map component "HUB2+g" | Unknown route-map component "umhKRZ" + Unknown route-map component "HUBc3" | Unknown route-map component "CONTfq" |

|  | Unknown route-map component "HUBc1" | Unknown route-map component "HUB4" + Urban stop on track |  |

|  | Unknown route-map component "uSTR+GRZq" |

|  |  | Unknown route-map component "uABZgl" | Unknown route-map component "uCONTfq" |

|  | Urban End station |

Il 30 dicembre 2020, nella commissione mobilità del quartiere Navile, è stato presentato pubblicamente lo studio di fattibilità tecnica ed economica per la realizzazione della seconda linea tranviaria, la linea verde, limitatamente al ramo compreso tra il capolinea nord (Corticella) e via dei Mille. Il successivo 7 gennaio il comune di Castel Maggiore, con una delibera comunale, ha dato mandato al comune di Bologna di presentare al Ministero delle infrastrutture e dei trasporti uno studio di pre-fattibilità per un ulteriore prolungamento della linea verde fino al centro di Castel Maggiore.
La richiesta congiunta di finanziamento, per un importo di 222 142 224,26 euro, è stata inviata il 14 gennaio 2021 al Ministero delle infrastrutture e dei trasporti, che il successivo 3 novembre ha approvato il finanziamento completo della linea, attraverso lo strumento del Piano Nazionale di Ripresa e Resilienza, che ne vincola la costruzione entro il 2026.
Il progetto definitivo è stato pubblicato sul Bollettino Ufficiale della Regione Emilia-Romagna il 16 agosto 2023. Nel dicembre 2023 i lavori sono stati affidati allo stesso raggruppamento di imprese incaricato di realizzare la linea rossa, con previsione di avvio dei cantieri entro la primavera del 2024 e di realizzazione dell'opera entro giugno 2026. Nel progetto definitivo, il capolinea nord della linea è attestato presso la stazione di Bologna Corticella.
I lavori di realizzazione della linea sono iniziati l'8 agosto 2024.

### Linea blu (tratto ovest)
L'11 dicembre 2021, l'amministrazione comunale ha annunciato di aver approvato gli indirizzi per dare il via alla progettazione di fattibilità tecnica ed economica del tratto ovest della linea blu, dal centro cittadino a Casalecchio di Reno, con capolinea intermedio a Casalecchio Meridiana e capolinea finale all'Unipol Arena, consentendo l'interscambio diretto con la stazione di Casalecchio Palasport. Il tracciato previsto in uscita dal centro storico segue le vie Marconi, Malpighi, Sant'Isaia, Andrea Costa e Don Sturzo. È previsto che la linea serva lo stadio Renato Dall'Ara e le stazioni ferroviarie di Casalecchio Garibaldi e Casalecchio Ceretolo.
Secondo quanto annunciato, lo studio di fattibilità riguarderà anche la realizzazione di un nuovo impianto funiviario per il santuario della Madonna di San Luca, con interscambio diretto con la linea tranviaria presso la stazione di valle. Il collegamento ipotizzato svolgerebbe un servizio analogo alla storica funivia di San Luca, dismessa nel 1976.

## Materiale rotabile
Il 20 marzo 2024 il Comune di Bologna ha pubblicato un bando di gara da 260 milioni di euro per l'acquisizione di 60 tram, da realizzarsi mediante la successiva stipula di singoli contratti applicativi.
La gara prevedeva la fornitura di tram bidirezionali, con lunghezza compresa tra i 33 e i 35 metri e una larghezza di 2,40 metri, con una capacità minima di 205 passeggeri e con un minimo di 41 posti a sedere.
I tram dovranno essere atti a circolare anche in marcia autonoma, con alimentazione a batteria, nelle tratte prive di linea aerea.
Il primo contratto comprende l'acquisizione di tram per un importo di 135,3 milioni di euro. Ogni tram avrà un'assicurazione estesa di 4 anni, durante i quali il fornitore si occuperà anche della manutenzione.
Il capitolato prevede la consegna del primo tram entro 20 mesi dalla firma del contratto, la consegna del secondo tram entro i successivi 4 mesi e, a seguire, la consegna di almeno 2 tram al mese.
La scadenza per la presentazione delle offerte è stata fissata per il 18 giugno 2024 e la gara è stata aggiudicata il 4 ottobre. L'aggiudicataria è risultata Construcciones y Auxiliar de Ferrocarriles.
I tram, basati sulla piattaforma CAF Urbos, saranno bidirezionali, lunghi 35 metri e larghi 2,4 metri, con una capienza di 225 passeggeri, 68 posti a sedere e due postazioni per disabili.
Il primo accordo quadro, già finanziato, prevederà la realizzazione dei primi 33 tram sui 60 previsti.